# Yamantaka

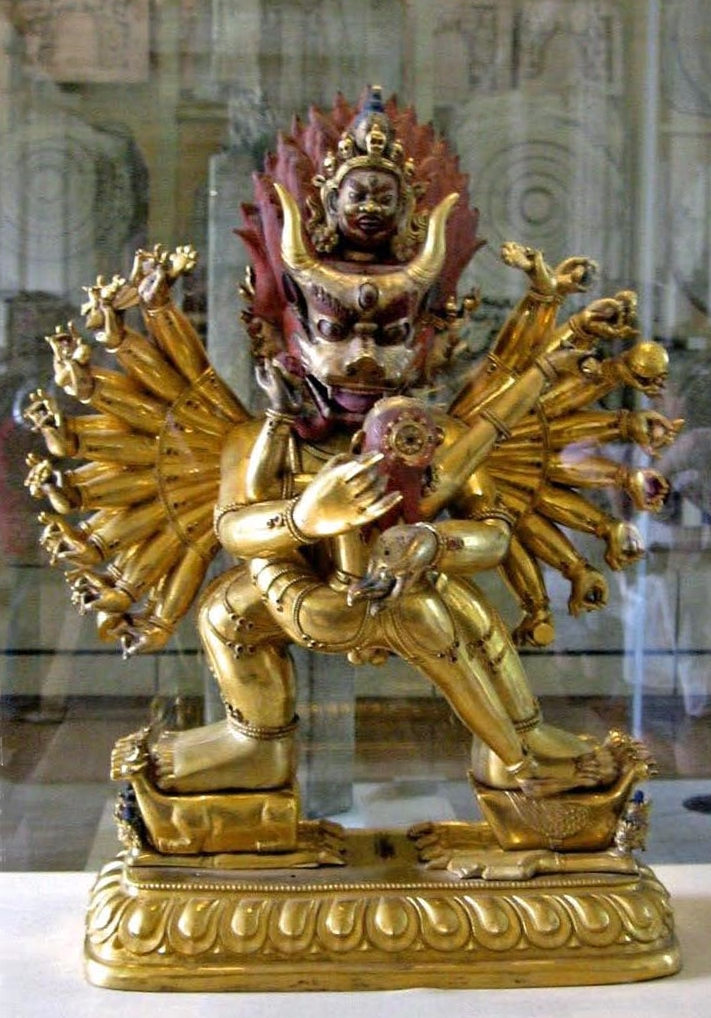
Yamantaka Vajrabhairav
British Museum

Yamantaka (Sanskriet: यमान्तक, Yamāntaka) is een godheid in het mahayanaboeddhisme. De godheid is populair in de gelugtraditie, maar komt bijvoorbeeld ook voor in het Japanse Zen.
Dharmapala's, ofwel beschermgoden, zijn hoeders en wachters van de boeddhistische leer, hun taak is het verdrijven van demonen.
Daaronder zelfs ook oude demonen en rusteloze geesten, die door belangrijke personen in het boeddhisme bedwongen en bekeert werden. Onder deze personen speelde Goeroe Rinpoche ofwel Padmasambhava een belangrijke rol.
Er bestaan 8 verschillende dharmapala's: naast Yamantaka zijn dat Begtse, Devi (Kálii), Hayagriva, Kubera (Jambhala), Mahakala, Sitabrahman en Yama.
Ze hebben allemaal een demonische gezichtsuitdrukking behouden en worden vaak op rijdieren voorgesteld. Om hun invloed te onderbouwen worden ze vaak met een gevlamde aureool afgebeeld. Hun voorwerpen zijn verschillend, magische zwaarden, schedelschalen.
Yamantaka is de bestrijder van de doden, hij heeft naam gemaakt door de bedwinging van de god van de dood Yama tot het boeddhisme te bekeren.
Yamantaka is vooral in Tibet populair, omdat hij de bevolking van uitsterven heeft gered. Manjushri, de hoeder van Tibet, nam de vorm aan van Yamantaka om een grote epidemie te stoppen.
Yamantaka heeft net als Yama een gezicht met een uiterlijk van een buffel. Zijn rijdier is de buffel, die hij van de overwonnen Yama overgenomen heeft. Er zijn veel verschillende afbeeldingen van Yamantaka, met schedelschaal, met een veelvoud aan armen of met zijn tantrische partner in een seksuele vereniging.